# Rödbysjön
Rödbysjön är en sjö i Ronneby kommun i Blekinge och ingår i Bräkneåns huvudavrinningsområde. Sjön är 2,5 meter djup, har en yta på 0,205 kvadratkilometer och befinner sig 35,4 meter över havet.

## Delavrinningsområde
Rödbysjön ingår i det delavrinningsområde (623646-145822) som SMHI kallar för Mynnar i Bräkneån. Medelhöjden är 42 meter över havet och ytan är 4,55 kvadratkilometer. Det finns inga avrinningsområden uppströms utan avrinningsområdet är högsta punkten. Vattendraget som avvattnar avrinningsområdet har biflödesordning 2, vilket innebär att vattnet flödar genom totalt 2 vattendrag innan det når havet efter 12 kilometer. Avrinningsområdet består mestadels av skog (63 %), öppen mark (12 %) och jordbruk (19 %). Avrinningsområdet har 0,78 kvadratkilometer vattenytor vilket ger det en sjöprocent på 2,6 %.